# Triángulo de Palliser

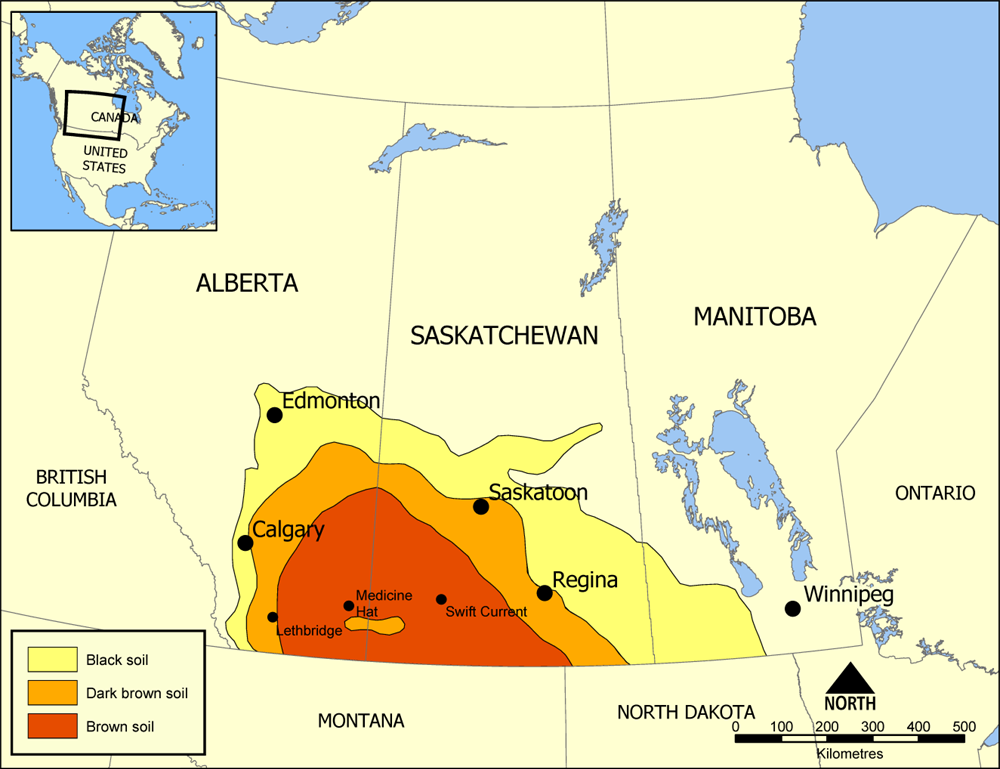
Mapa del triángulo de Palliser (en rojo, suelo marrón; en naranja, suelo marrón oscuro; y en amarillo, suelo negro)

El triángulo de Palliser (del inglés: Palliser's Triangle or Palliser Triangle) es una región en gran parte semiárida de estepa en las provincias de las praderas (Prairie Provinces) del oeste de Canadá que se determinó que era inadecuada para la agricultura debido a su clima desfavorable. El suelo de esta zona es de color marrón oscuro o negro y es muy rico en nutrientes. Las condiciones semiáridas, sin embargo, en un principio hicieron esta área difícil de cultivar. La zona, de forma triangular,  se encuentra principalmente en el sur de las provincias de Alberta y Saskatchewan.

## Historia
El área fue nombrado en memoria de  John Palliser, el líder de la conocida como expedición Palliser de 1857-1859 de reconocimiento del oeste de Canadá, que fue el primero que destacó esta área. Palliser descubrió que era una tierra seca sin árboles y por ello pensó que sería inadecuada para la producción de cultivos. Unos años más tarde John Macoun, un funcionario del gobierno, sostuvo que sería buena para el cultivo de trigo y advirtió de ello a agricultores inmigrantes. El triángulo comenzó a ser poblado y cultivado en el comienzo del siglo XX.

## Ranching
Durante muchos años esta zona fue muy atractiva para la ganadería. El suelo de arena, con cubierta de tierra herbosa, y el clima seco soportaban bien el pastoreo de ganado. Muchos ganaderos estadounidenses llevaban rebaños al norte a pastar en el triángulo. En 1912, sin embargo, gran parte de la tierra estaba sobrepastoreada.

## Producción de grano
Grain productionfor la vez los rendimientos fueron altos, pero una combinación de condiciones de sequía y las malas prácticas agrícolas convirtieron la zona en una zona desértica en la década de 1930, ayudando a la caída en la Gran Depresión de Canadá. Las modernas técnicas de cultivo y una serie de años de lluvia ayudaron a restablecer el área como una importante región agrícola; Sin embargo, la agricultura ha sido siempre precaria.